# Elfriede Florin
Pour les articles homonymes, voir Florin (homonymie).
Elfriede Florin, née le 26 mars 1912 à Düsseldorf et morte le 7 mars 2006 à Berlin, est une actrice allemande.

## Biographie
Elle suit les cours d’art dramatique de Louise Dumont à Düsseldorf de 1929 à 1931 tout en tenant ses premiers rôles au théâtre dès 1930 où elle effectuera l'essentiel de sa carrière ainsi qu'à la télévision.
Au cinéma, c'est à deux coproductions européennes (notamment avec la France) qu'elle devra ses rôles notables : Soetkin dans Les Aventures de Till l'espiègle de Gérard Philipe et Joris Ivens en 1956 et la Thénardier dans Les Misérables de Jean-Paul Le Chanois en 1958.
Elle était mariée avec le dramaturge allemand Walter Schmitt, dont elle a eu une fille, l'actrice Walfriede Schmitt (née en 1943).